# Foxtrot (film)
Foxtrot (Hebreeuws: פוֹקְסטְרוֹט) is een Israëlisch-Duits-Frans-Zwitserse film uit 2017, geschreven en geregisseerd door Samuel Maoz.

## Verhaal
Een welvarend koppel dat in Tel Aviv woont, krijgt het droevige nieuws dat hun zoon Jonathan, een soldaat, is overleden tijdens zijn dienstplicht. De film volgt aanvankelijk de ouders in de uren nadat ze van zijn dood hebben gehoord. Vervolgens worden de ervaringen van hun zoon tijdens zijn militaire dienst gevolgd als een van de vier soldaten die een controlepost bemannen. Uiteindelijk volgt de film de ouders zes maanden na zijn overlijden.

## Rolverdeling
| Acteur          | Personage         |
| --------------- | ----------------- |
| Lior Ashkenazi  | Michael Feldmann  |
| Sarah Adler     | Daphna Feldmann   |
| Yonathan Shiray | Jonathan Feldmann |

## Productie
Foxtrot ging op 28 augustus 2017 in première in Tel Aviv en werd in het najaar vertoond op verschillende grote internationale filmfestivals (o.a. Venetië, Telluride, Toronto, Valladolid en Londen). De film kreeg positieve kritieken van de filmcritici, met een score van 100% op Rotten Tomatoes, gebaseerd op 30 beoordelingen.
De film behaalde in Israël acht Ophir Awards (op dertien nominaties) en werd geselecteerd als Israëlische inzending voor de beste niet-Engelstalige film voor de 90ste Oscaruitreiking en haalde de shortlist.

## Prijzen en nominaties
De belangrijkste:
| Jaar | Prijs                   | Categorie            | Genomineerde(n)                  | Uitslag  |
| ---- | ----------------------- | -------------------- | -------------------------------- | -------- |
| 2017 | Ophir                   | Beste film           | Samuel Maoz                      | Gewonnen |
| 2017 | Ophir                   | Beste regie          | Samuel Maoz                      | Gewonnen |
| 2017 | Ophir                   | Beste acteur         | Lior Ashkenazi                   | Gewonnen |
| 2017 | Ophir                   | Beste cinamatografie | Giora Bejach                     | Gewonnen |
| 2017 | Ophir                   | Beste montage        | Arik Leibovitch                  | Gewonnen |
| 2017 | Ophir                   | Beste Art Direction  | Arad Sawat                       | Gewonnen |
| 2017 | Ophir                   | Beste muziek         | Amit Poznansky, Ophir Leibovitch | Gewonnen |
| 2017 | Ophir                   | Beste geluid         | Alex Claude                      | Gewonnen |
| 2017 | Venetië (74ste editie)  | Grand Jury Prize     | Grand Jury Prize                 | Gewonnen |
| 2017 | Filmfestival van Zagreb | Publieksprijs        | Samuel Maoz                      | Gewonnen |